# Миртазапин
Миртазапин (Ремерон, Каликста, Мирзатен, Миртазонал и др.) — тетрациклический антидепрессант, применяемый также в качестве анксиолитика, снотворного, противорвотного, орексигенного и антигистаминного средства. Миртазапин был создан компанией Organon International в 1994 году. Вместе со своим предшественником миансерином входит в группу норадренергических и специфических серотонинергических антидепрессантов (НаССА).
В сравнительном исследовании, проведённом в 2009 году и опубликованном в журнале The Lancet, среди 12 современных антидепрессантов наиболее эффективными были признаны миртазапин, эсциталопрам, венлафаксин и сертралин.

## Фармакология
Антидепрессант тетрациклической структуры. Усиливает центральную адренергическую и серотонинергическую передачу. Блокирует серотониновые 5-HT2- и 5-НТ3-рецепторы, в связи с этим усиление серотонинергической передачи реализуется только через серотониновые 5-HT1-рецепторы. В проявлении антидепрессивной активности участвуют оба пространственных энантиомера: S(+)-энантиомер блокирует α2-адренорецепторы и серотониновые 5-HT2-рецепторы. Умеренно блокирует гистаминовые Н1-рецепторы, оказывает седативное действие.
Мало влияет на α1-адренорецепторы и холинорецепторы; в терапевтических дозах не оказывает существенного влияния на сердечно-сосудистую систему.
В клинических условиях проявляется также анксиолитическое и снотворное действие, поэтому миртазапин наиболее эффективен при тревожных депрессиях разного генеза. Благодаря умеренному седативному действию в процессе лечения не актуализирует суицидальные мысли.

## Показания
Большое депрессивное расстройство, тревожное расстройство, аффективные расстройства, паническое расстройство, обсессивно-компульсивное расстройство, посттравматическое стрессовое расстройство, анорексия, тошнота, рвота, зуд, мигрень, головная боль.
Депрессивные состояния (в том числе ангедония, психомоторная заторможенность, бессонница, раннее пробуждение, снижение массы тела, потеря интереса к жизни, суицидальные мысли и лабильность настроения).

## Характеристика
Кристаллический порошок от белого до кремового цвета, слабо растворимый в воде. Молекулярная масса 265,36.

## Фармакокинетика
Миртазапин после приёма внутрь быстро абсорбируется из ЖКТ. Биодоступность составляет 50 %. Cmax в плазме крови достигается через 2 ч.
Css в плазме крови устанавливается через 3—4 дня постоянного приёма. Связывание с белками плазмы составляет 85 %.
Активно метаболизируется в печени путём деметилирования и окисления с последующей конъюгацией. Диметил-миртазапин так же фармакологически активен, как и исходное вещество.
Миртазапин выводится почками и через кишечник. T1/2 составляет 20—40 ч.
При почечной и печёночной недостаточности возможно уменьшение клиренса миртазапина.

## Способ применения и дозы
При приёме внутрь эффективная доза для взрослых составляет 15—45 мг/сут преимущественно 1 раз/сут перед сном. Дозу постепенно увеличивают до 30—45 мг/сут. Антидепрессивный эффект развивается постепенно, обычно через 2—3 недели от начала лечения, однако приём следует продолжать ещё в течение 4—6 месяцев. Если в течение 6—8 недель лечения терапевтического эффекта не отмечается, лечение следует прекратить.
Отмену миртазапина проводят постепенно.

## Взаимодействие
Для лечения тяжёлых депрессий используется сочетание антидепрессантов в тех случаях, когда лечение одним антидепрессантом оказывается неэффективным. В исследовании 2009 года, в котором участвовали 105 пациентов, особенно эффективными были найдены сочетания миртазапина с флуоксетином, миртазапина с венлафаксином и миртазапина с бупропионом. Благодаря данным комбинациям число пациентов, достигших длительной, устойчивой ремиссии, увеличилось приблизительно в два раза по сравнению с терапией одним препаратом. Такие комбинации применяют при резистентных (устойчивых к лечению) депрессиях (флуоксетин и бупропион предпочтительны при лечении депрессий, протекающих с моторной заторможенностью и гиперсомнией, и плохо переносятся пациентами с психомоторным возбуждением, тревогой и бессонницей — такого рода симптоматику они способны усугублять). Сочетание венлафаксина и миртазапина на сленге называют «калифорнийским ракетным топливом». Тем не менее исследование 2018 года на 480 пациентах не показало полезного эффекта при добавлении миртазапина к антидепрессанту из группы СИОЗС или СИОЗСиН при терапии резистентной депрессии (по сравнению с плацебо).
При одновременном применении миртазапин усиливает седативный эффект производных бензодиазепина. При сочетании с диазепамом дополнительно ухудшаются координация и когнитивные функции:465. Миртазапин также усиливает седативное действие снотворных средств.
Описан случай развития гипертонического криза при одновременном применении с клонидином.
При одновременном применении с леводопой описан случай развития тяжёлого психоза; с сертралином — случай развития гипомании. Сочетанное применение миртазапина и антидепрессанта группы СИОЗС может вызвать серотониновый синдром:67.
При одновременном применении с этанолом возможно усиление угнетающего влияния на ЦНС этанола и этанолсодержащих препаратов, аддитивно ухудшаются координация и когнитивные функции:465.
Одновременное применение миртазапина с ингибиторами или индукторами изоферментов CYP1A2, CYP2D6 и / или CYP3A4 цитохрома (CYP) P450 может привести к изменению концентрации миртазапина, так как эти вещества являются основными ферментами, ответственными за его метаболизм. В частности, флуоксетин и пароксетин, ингибиторы этих ферментов, немного увеличивают уровень миртазапина, в то время как карбамазепин, являясь индуктором, значительно уменьшает его.
Согласно информации от производителя, миртазапин нельзя использовать в течение двух недель после окончания приёма антидепрессантов группы ингибиторов моноаминоксидазы. Аналогично, ингибиторы ИМАО не следует назначать в течение двух недель после прекращения использования миртазапина.

## Побочные действия
Со стороны ЦНС и периферической нервной системы: седативный эффект, экстрапирамидные расстройства, миоклонус, парестезии, мигрень, сонливость, заторможенность, головные боли, судороги, тремор, эмоциональная лабильность, изменения ментальности, ажитация, тревожность, апатия, галлюцинации, обострение параноидного синдрома, деперсонализация, враждебность, мания, эпилептические припадки, головокружение, гиперестезия, гипокинезия.
Со стороны органов кроветворения: угнетение кроветворения — гранулоцитопения, агранулоцитоз, нейтропения, эозинофилия, апластическая анемия, тромбоцитопения.
Со стороны обмена веществ: повышение аппетита и увеличение массы тела; редко — отёки.
Со стороны сердечно-сосудистой системы: аритмии, редко — ортостатическая гипотензия.
Со стороны пищеварительной системы: тошнота, рвота, запоры, повышение аппетита, увеличение массы тела, сухость во рту, жажда, боли в животе; в единичных случаях — повышение активности трансаминаз печени.
Со стороны половой системы: сексуальные расстройства, дисменорея.
Прочие: миастения, нарушения аккомодации, повышение внутриглазного давления, кожные высыпания, крапивница, гриппоподобный синдром, удушье, отёчный синдром, миалгия, боли в спине, дизурия, задержка мочеиспускания, стоматит.
При длительном приёме миртазапина отмечался значительно повышенный уровень смертности.

## Противопоказания
Почечная и печёночная недостаточность, эпилепсия и латентная пароксизмальная активность, глаукома, сахарный диабет (высокие цифры гликемии), инфекционные и сердечно-сосудистые заболевания, беременность, кормление грудью, возраст менее 15 лет, повышенная чувствительность к миртазапину.